# Arthur C. Parker
Arthur Caswell Parker (5 de abril de 1881 - 1 de janeiro de 1955) foi um arqueólogo, historiador, folclorista, museólogo e notável autoridade americana na cultura nativa americana. De ascendência seneca e escocesa-inglesa, foi diretor do Museu de Artes e Ciências de Rochester de 1924 a 1945, quando desenvolveu suas participações e pesquisas em várias disciplinas para o Condado de Genesee. Ele era um curador honorário da Associação Histórica do Estado de Nova York . Em 1935 foi eleito primeiro presidente da Society for American Archaeology.

## Histórico
Arthur C. Parker nasceu em 1881 na Reserva Cattaraugus da Nação Seneca de Nova York, no oeste de Nova York. Ele era filho de Frederick Ely Parker, que era meio seneca, e sua esposa Geneva Hortenese Griswold, de ascendência escocesa-Ingleses|inglesa-americana, que lecionava na reserva. Como os Sêneca são uma nação matrilinear, o jovem Parker não tinha status de membro ao nascer, pois sua mãe não fazia parte da tribo, mas ele era descendente de Sêneca proeminente, incluindo o profeta Lago Belo, por meio de seu pai.
Em 1903, Arthur foi adotado na tribo como membro honorário, quando recebeu o nome Seneca de Gawaso Wanneh (que significa "Grande Cobra da Neve"). Seu avô Nicholson Henry Parker foi um influente líder Seneca. Quando jovem, Arthur viveu com Nicholson em sua fazenda e foi fortemente influenciado por ele.
O irmão mais novo de seu avô (o tio-avô de Arthur) Ely S. Parker era um chefe Seneca. Quando jovem, ele colaborou com Lewis Henry Morgan em seu estudo sobre os iroqueses. Ele serviu ainda como brigadeiro-general e secretário de Ulysses S. Grant durante a Guerra Civil Americana . Após a guerra, Ely Parker foi nomeado o primeiro Comissário Indiano de Assuntos Indígenas.
Arthur Parker foi influenciado tanto pela cultura seneca quanto pela cultura missionária cristã da família de sua mãe, e seu status social de ponte entre os povos. Ele explorou sua linhagem Seneca como uma forma de se conectar a um passado poderoso e simbólico e se integrar à vida americana do século XX. Embora sua própria família fosse cristã, ele também testemunhou seguidores do profeta Seneca Handsome Lake, que tentaram ressuscitar a religião tradicional de Seneca.
Sua filha, Bertha Parker, também tornou-se arqueóloga e etnóloga. Embora ela não tivesse uma educação formal nesses assuntos, ela treinaria com MR Harrington, escavando com ele em Mesa House no final dos anos 1920 e início dos anos 1930. Ela trabalhou também como assistente arqueológica no Southwest Museum de 1931 a 1941 e publicou uma série de artigos sobre a tribo Yurok da Califórnia.

## Educação
Parker começou sua educação formal na reserva, mas em 1892 sua família mudou-se para White Plains, Nova York . Ele entrou na escola pública por volta dos 11 anos e se formou no ensino médio em 1897. Antes de ir para a faculdade, ele passou um tempo considerável no Museu Americano de História Natural na cidade de Nova York, no qual foi arqueólogo assistente especial de 1901 a 1902. Lá ele fez amizade com Frederic W. Putnam, curador temporário de antropologia e professor de antropologia em Harvard . Putnam encorajou o jovem Parker a estudar antropologia.
No entanto, Parker seguiu os desejos de seu avô e frequentou o Seminário Dickinson em Williamsport, Pensilvânia, de 1900 a 1903, para estudar para o ministério. Ele saiu antes de se formar e se tornou repórter do New York Sun por alguns meses.
Trabalhou como aprendiz do arqueólogo Mark Harrington (1882–1971), escavando em locais no estado de Nova York e aprendendo técnicas. Foi também voluntário no Museu de História Natural de Nova York em seu tempo livre.

## Carreira
Em 1903, trabalhou como arqueólogo de campo no Peabody Museum. A partir de 1906, assumiu a posição de arqueólogo no New York State Museum. Em 1904, Parker foi designado como etnólogo na Biblioteca do Estado de Nova York, que fazia parte do Departamento de Educação do Estado de Nova York. Durante esse período, ele coletou informações culturais sobre os iroqueses de Nova York. Então, em 1906, assumiu o cargo de primeiro arqueólogo no New York State Museum.
Junto com o médico nativo americano Charles A. Eastman e outros estudiosos e militantes da causa, fundou a Sociedade dos Índios Americanos, em 1911, com o intuito de ajudar a educar o público sobre os nativos americanos. Ele ficaria diretamente envolvido com a entidade até 1916. Durante o incêndio do Capitólio do estado de Nova York em 1911, Parker entrou no prédio enquanto ele estava em chamas e subiu até o 4º andar em um esforço para salvar artefatos históricos indígenas de valor inestimável. Ele usou uma machadinha, que era uma relíquia da sua família, e começou a quebrar vitrines, economizando tempo para salvar o máximo de itens que pôde. Dos aproximadamente quinhentos artefatos iroqueses no museu, ele conseguiu resgatar sozinho cerca de cinquenta deles antes que o fogo se alastrasse e impossibilitasse qualquer outro esforço de resgate.
Foi o editor da American Indian Magazine da sociedade, de 1915 a 1920. Em 1916, ele foi premiado com a Medalha Cornplanter.
Em 1925, Parker tornou-se diretor do Museu de Artes e Ciências de Rochester, onde desenvolveu o acervo do museu e suas pesquisas nos campos emergentes de antropologia, história natural, geologia, biologia, história e indústria da região de Genesee . Durante a década de 1930 e a Grande Depressão, ele também dirigiu o Indian Arts Project, financiado pela WPA, patrocinado pela administração de Franklin D. Roosevelt.
Em 1935, Parker foi eleito o primeiro presidente da Society for American Archaeology. Em 1944, Parker ajudou a fundar o Congresso Nacional dos Índios Americanos .

## Legado e honras
- Administrador honorário da Associação Histórica de Nova York
- 1914-1915, Presidente da Sociedade dos Índios Americanos[10]
- 1935, primeiro presidente da Sociedade de Arqueologia Americana
- 1940 Union College concedeu-lhe um doutorado honorário[11]
- Desde 1998, a Society for American Archaeology concede anualmente a bolsa de estudos Arthur C. Parker, que fornece fundos aos nativos americanos para treinamento em métodos arqueológicos. Há também uma bolsa em honra a Bertha Parker, sua filha.[12]

## Aposentadoria
Depois de se aposentar da direção do museu de Rochester em 1946, Parker tornou-se ainda mais ativo nos assuntos indígenas. Ele se mudou para Nunda-wah-oh, perto da atual Naples, Nova York, e construiu uma casa de frente ao território onde acreditava que seus ancestrais viveram. Lá ele avistou o Lago Canandaigua . Ele morreu lá no dia de Ano Novo de 1955, aos 73 anos.

## Publicações
- Escavações em uma aldeia indígena Erie e cemitério em Ripley, Chautauqua Co., NY, New York State Museum Bulletin 117:459–554. 1907
- Secret Medicine Societies of the Seneca, American Anthropologist, ns, 11:161–185. abril-junho de 1909
- Iroquois Uses of Maize and Other Food Plants, New York State Museum Bulletin 144:5–119. 1910
- Notas adicionais sobre ourivesaria iroquesa, American Anthropologist, ns, 13:283–293. abril-junho de 1911
- The Code of Handsome Lake, the Seneca Prophet, New York State Museum Bulletin 163: 5–148. novembro de 1912
- A Constituição das Cinco Nações, Boletim do Museu do Estado de Nova York 184:7-188. 1º de abril de 1916
- The Socials Elements of the Indian Problem, The American Journal of Sociology, 22:252–267. setembro de 1916
- The Origin of the Iroquois as Suggested by Their Archaeology, American Anthropologist, ns, 18:479–507. Outubro-dezembro de 1916
- Life of General Ely S. Parker: Last Grand Sachem of the Iroquois and General Grant's Military Secretary, Buffalo Historical Society, ( Buffalo, Nova York ), Publications, 23:14-346. 1919
- The Mound Builder Culture in New York, New York State Museum Bulletin 219/220:283-292, março-abril de 1919. Décimo quinto relatório do diretor.
- O complexo indígena de Nova York e como resolvê-lo, NY State Archaeological Association. Capítulo de Lewis H. Morgan. Pesquisas e transações, vol. 2, nº 1. 1920. 20p.
- A História Arqueológica de Nova York, Albany [A Universidade do Estado de Nova York] 1922. 2 vol. Originalmente publicado no New York State Bulletin s 235,236, 237, 238. julho-outubro de 1920.
- Seneca Myths and Folk Tales, Buffalo Historical Society Publications, 27, 1923. 465p.
- As grandes minas de sílex de Algonkin em Coxsackie, NY State Archeological Assoc. Capítulo de Lewis H. Morgan. Pesquisas e Transações, 4:105–125. 1925
- Uma História Analítica dos Índios Seneca, Associação Arqueológica do Estado de NY. Capítulo de Lewis H. Morgan. Pesquisas e Transações, 6:162p. 1926
- The Indian How Book, Nova York, George H. Doran Company, 1931
- Skunny Wundy e outros contos indígenas, Nova York, George H. Doran Company, 1926
- Sources and Range of Cooper's Indian Lore, New York History, 35:445–456. 1954
- A História dos índios Seneca, Port Washington, NY: IJ Friedman, 1967
- Parker on the Iroquois, editado por William N. Fenton, Syracuse University Press, 1986